# Hysterical (album)
Albums de Clap Your Hands Say Yeah
Live at Lollapalooza 2007: Clap Your Hands Say Yeah
(2007)
Hysterical est le troisième album studio des Clap Your Hands Say Yeah, sorti le 12 septembre 2011 en Europe, au Japon et en Australie et le 20 septembre 2011 aux États-Unis. La pochette est l'œuvre de l'artiste Maya Pindyck. Les titres Same Mistake et Maniac sont sortis en single. Un clip a été tourné pour Maniac par le réalisateur belge Pieter Dirkx.

## Titres
Tous les titres sont composés par Alec Ounsworth.
1. Same Mistake
2. Hysterical
3. Misspent Youth
4. Maniac
5. Into Your Alien Arms
6. In a Motel
7. Yesterday, Never
8. Idiot
9. Siesta (For Snake)
10. Ketamine and Ecstasy
11. The Witness' Dull Surprise
12. Adam's Plane